# Johann Christoph Neustetter genannt Stürmer

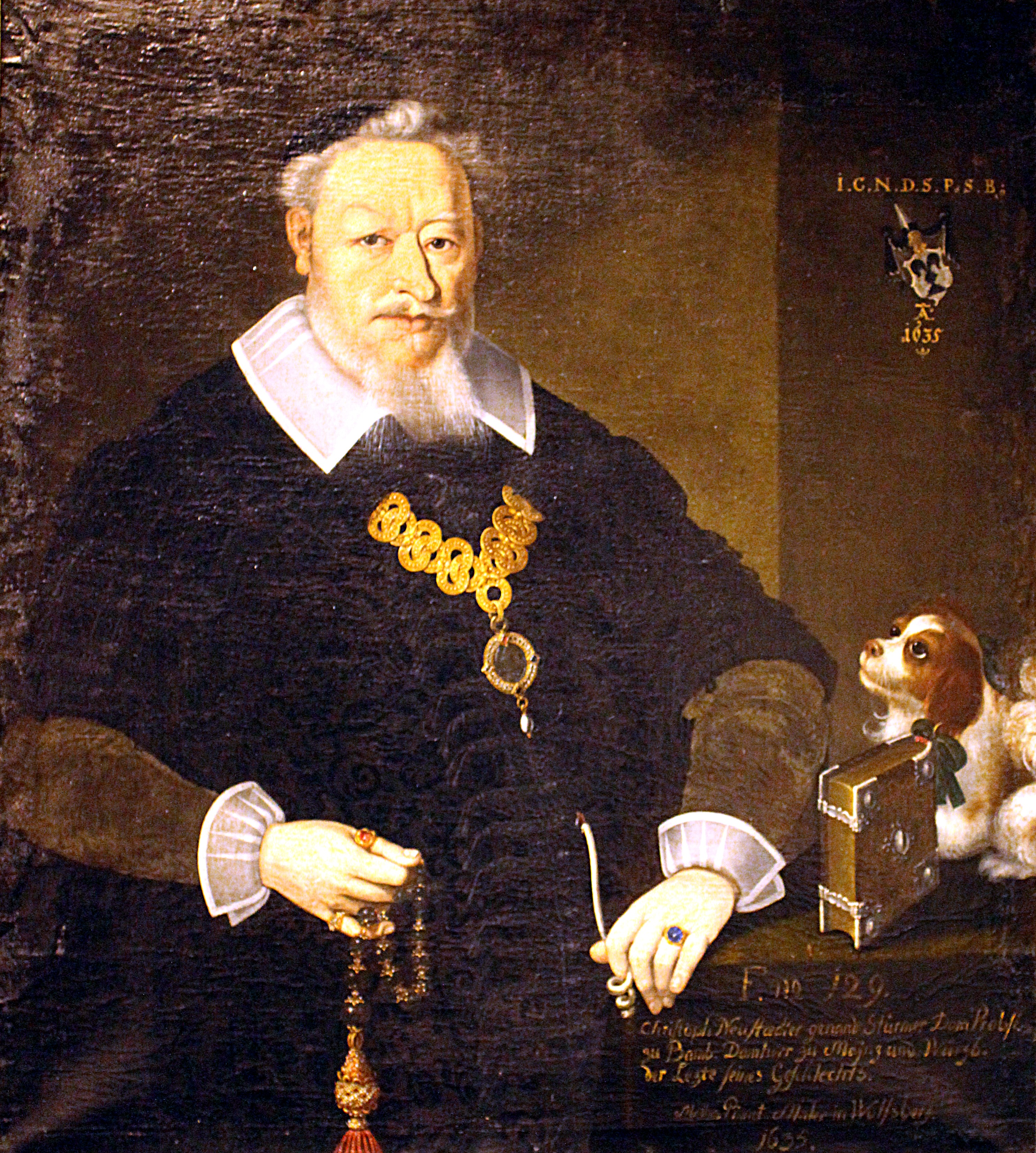
Porträt 1635

Johann Christoph Neustetter genannt Stürmer (* 30. März 1570 in Haßfurt; † 9. November 1638 in Bamberg) war Domherr, Apostolischer Protonotar und Geheimer kaiserlicher Rat.

## Leben und Laufbahn
Johann Christoph Neustetter genannt Stürmer war der Sohn von Sebastian Neustetter genannt Stürmer (um 1540–1593) und der Neffe des Erasmus Neustetter genannt Stürmer. 1579 wurde er Domherr in Würzburg und 1588 in Mainz, 1599 Domdekan in Bamberg, zugleich Propst bei St. Jakob und bei St. Stephan, 1610 Dompropst. Er war Apostolischer Protonotar und Geheimer kaiserlicher Rat. Mit ihm erlosch seine Familie im Mannesstamm.
In den Jahren 1611 bis 1614 wurden die Pergamenthandschriften der Bamberger Dombibliothek einheitlich neu gebunden. In Goldprägung erscheinen auf dem Vorderdeckel das Wappen des Domkapitels (der thronende Kaiser Heinrich II.), auf dem Rückdeckel die Wappen des Dompropstes Johann Christoph Neustetter genannt Stürmer und des Domdekans Hektor von Kotzau. Das Projekt der Neubindung ging allerdings allein von Hektor von Kotzau aus, der auch wesentlich zur Finanzierung beitrug. Die Handschriften der Dombibliothek befinden sich seit der Säkularisation 1802/1803 in der heutigen Staatsbibliothek Bamberg.